# Калитва
Кали́тва — пагорб, геологічне утворення в межах Дніпровського району Дніпропетровської області. Розташований в селі Китайгород серед правобережної тераси річки Оріль.
Гора Калитва має охоронний статус — заповідне урочище місцевого значення. Створений рішенням Дніпропетровського облвиконкому від 14.10.1982 р. за № 654.

## Опис
Підняття неправильної форми заввишки 81 м над рівнем довколишньої місцевості. Довжина Калитви до 5 км, висота над рівнем моря — 145 м. Круто обривається до тераси Орелі. Північно-західний схил пологіший, східний та південний розчленовані густою мережею ярів завглибшки до 17 м.
Підняття виникло внаслідок складчасто-лускуватих деформацій (знахідки зім'ятих та обдертих при цьому стовбурів дерев) у периферійній частині льодовика під час дніпровського зледеніння.
Гора побудована численними відслоненнями палеогенових та неогенових порід серед моренних відкладів. У верствуватих піщано-глинистих породах відбиті наслідки гляціодислокацій у вигляді різних за формою та розмірами складок. Морена містить брили гранітів, габро, базальтів, гнейсів та інших порід розміром до 4 м; є залишки мікротеріофауни. Крім моренних відкладів помітну роль відіграють флювіогляціальні, трапляються озерні та озерно-болотні із залишками вуглефікованих викопних рослин. У південно-західній частині гори трапляються рештки скам'янілої деревини з гарними декоративними властивостями, археологами знайдені череп мамонта (нині в Дніпровському історичному музеï iм. Яворницького.

## Історія
Топонім згадується у популярному давньому сюжеті східнослов'янськоï казки про мандри багатиря у Дикому Полі, що він натрапив на давній камінь з написом: "Прямо пійдеш - смерть знайдеш, праворуч підеш - коня втратиш,  ліворуч підеш - одруженим будеш". Припустимо, що тут була розвілка евразійських степових шляхів, контроль за торгівлею по яким через утворення у стратегічно важливих пунктах залог та митниць, грав, зокрема, винятково велику ролю в економіці Хозарського каганату. Існування давньоï фортеці підтверджуеться місцевою назвою гори Замок, саме яку населення вважає найстарішою за Калитву, можливе, через народну етимологію від «калитка» нібито назва місця флагштоку на оборонному валу запорожців. При підніжжі Калитви встановлений пам'ятник у вигляді гранітної брили, на якій вирізьблено слова: «Бутенку Панасу Трохимовичу вдячні потомки за обліснення гори Калитви в 1934–1967 рр.» (впроваджений також Царичанський районний приз iм. Бутенка) близько 100 га акаціï, дуба, ясена, щоб запобігти розмиванню Калитви тому числі річкою Царичанкою , вода якоï набувала від ґрунтів Калитви жовтого кольору (звідси назва Царичанка від *Сары-Чай, тюркск. sarı 'жовт(ий)', çay 'річка').

## Галерея

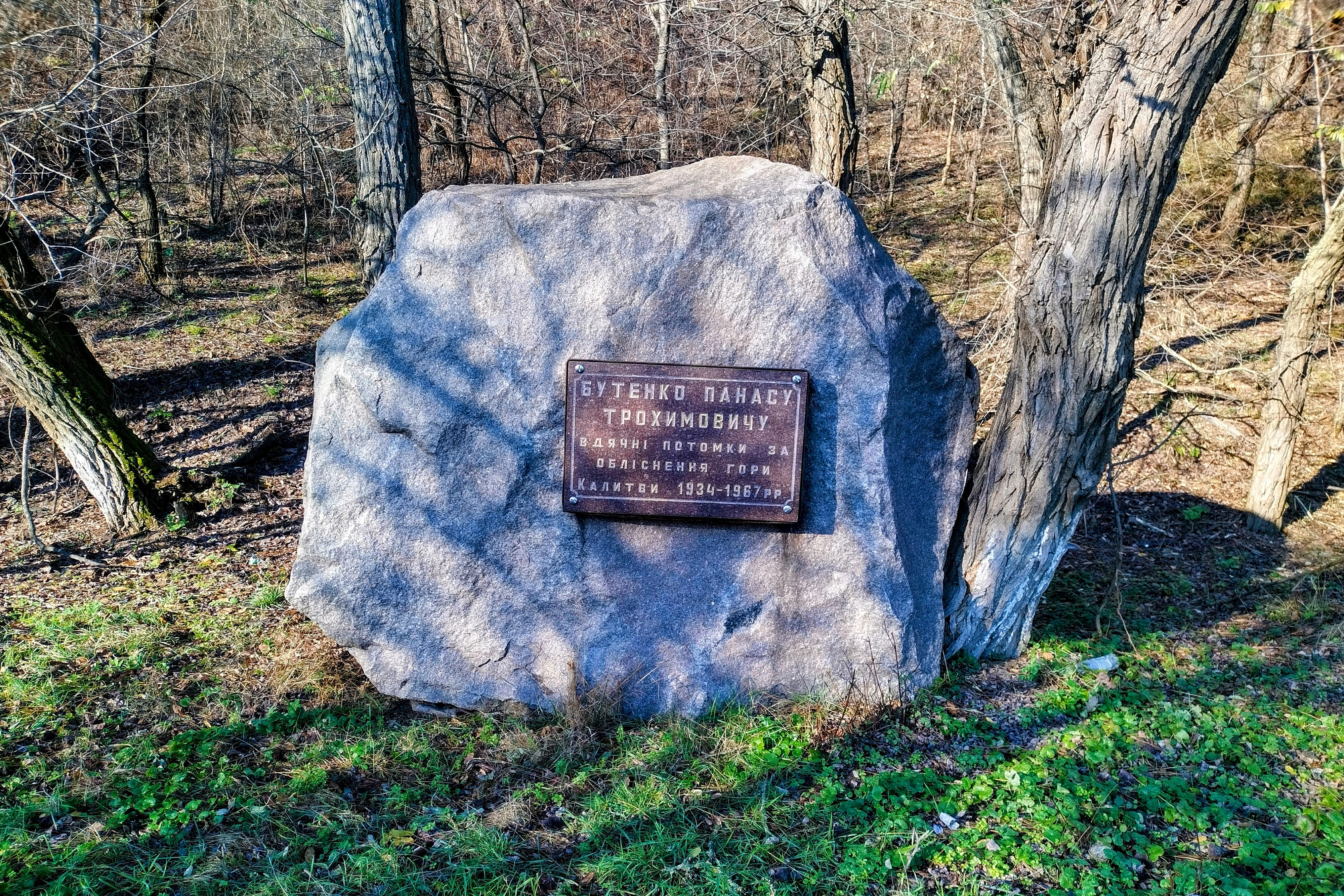
Пам'ятний знак П.Т.Бутенку
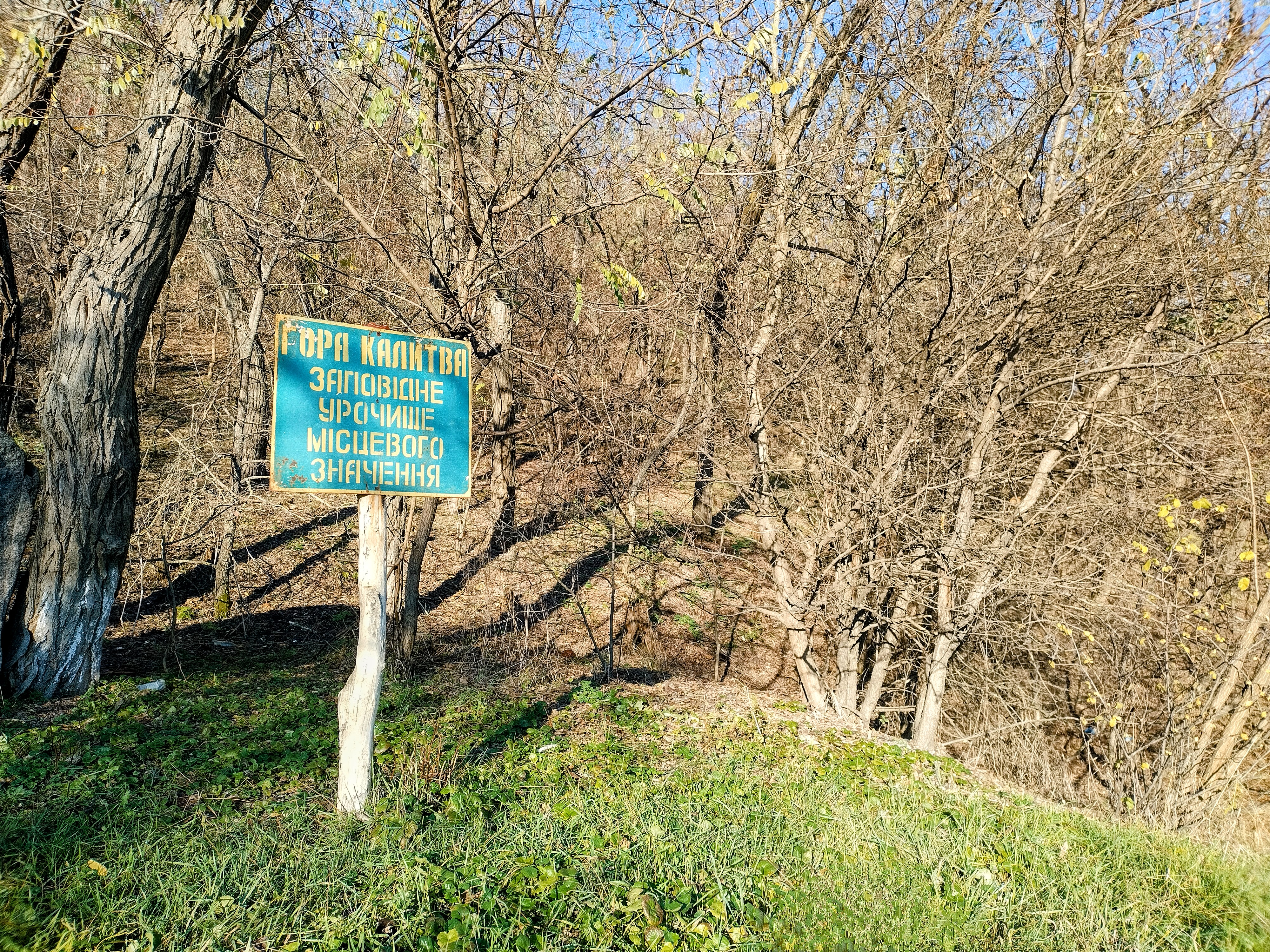
Гора Калитва заповідне урочище місцевого значення